# Міжусобні війни на Московщині (1425—1453)
Міжусобні війни на Московщині (1425—1453) — війни за велике князювання між нащадками Дмитра Донського, князем Московським Василем II (Темним) Васильовичем і його дядьком, князем звенигородским і галицьким Юрієм Дмитровичем і його синами Василем (косим) і Дмитром Шемяка в 1425 — 1453 рр. Великокняжий престол кілька разів переходив з рук в руки.
Основними причинами війни були: посилення протиріч серед російських князів в зв'язку з вибором шляхів і форм централізації держави в обстановці татарських набігів і литовської експансії; політична і економічна консолідація князівств. Результатом стала ліквідація більшості дрібних частин в складі Московського князівства і зміцнення влади великого князя.

## Василь II проти Юрія Дмитровича (1425—1433)
У 1389 Юрій Дмитрович за заповітом свого батька Дмитра Донського був призначений спадкоємцем у разі смерті брата Василя Дмитровича, що згодом, після смерті вже дорослого брата в 1425 році, дало йому підстави претендувати на великокняжий престол в обхід сина того — Василя Васильовича. У 1428 році Юрій визнав, племінника «старшим братом», але в 1431 році намагався отримати ярлик на князювання у ординського хана, але ярлик дістався Василю. Однак Василь не віддав Юрію міста Дмитрова, яке обіцяв віддати. У 1433 році на весіллі Василя II його мати Софія Вітовтовна публічно зірвала з сина Юрія Василя золотий пояс, який нібито призначався Дмитру Донському в якості приданого під час його одруження з Євдокією Дмитрівною, але був підмінений нечистим на руку тисяцьким Василем. За твердженням матері Василя II, згодом дорогоцінний предмет одягу дістався боярину Івану Всеволожу, в свою чергу той подарував його чоловікові своєї внучки Василю Юрійовичу. Швидше за все, історія з раптово виявленим через 65 років золотим поясом була вигадана Софією та її оточенням для помсти Івану Всеволожу, впливовому московському боярину, який перебіг на сторону Юрія Дмитровича. Незабаром після сварки на бенкеті за наказом великого князя Всеволож був осліплений.
Ображений рід Юрійовичів негайно пішов до батька в Галич, по дорозі розграбувавши Ярославль, вотчину Василя Васильовича. Юрій Дмитрович виступив на стороні синів, розгромив військо великого князя на березі Клязьми і зайняв Москву. Василь втік до Твері, потім в Кострому. Юрій віддав племіннику у спадок Коломну і сів княжити в Москві. Однак москвичі не підтримали Юрія: московські бояри і служиві люди стали переходити в Коломну; до них приєдналися і обидва сини Юрія, Василь і Дмитро, що посварилися з батьком. Юрій вважав за краще примиритися з племінником, повернувши йому великокнязівський престол. Однак подальші переслідування Василем колишніх супротивників привели до виступу в 1434 році проти Василя спочатку синів Юрія (в битві на березі річки Кусь Юрійович взяли верх), а потім (після розгрому москвичами Галича) і його самого. У березні Василь був розбитий під Ростовом поблизу села Нікольське на річці Устя, Юрій знову зайняв Москву, але вже в червні помер (як вважали був отруєний), заповівши Москву синові Василю.

## Василь II проти Василя Юрійовича (1434—1436)

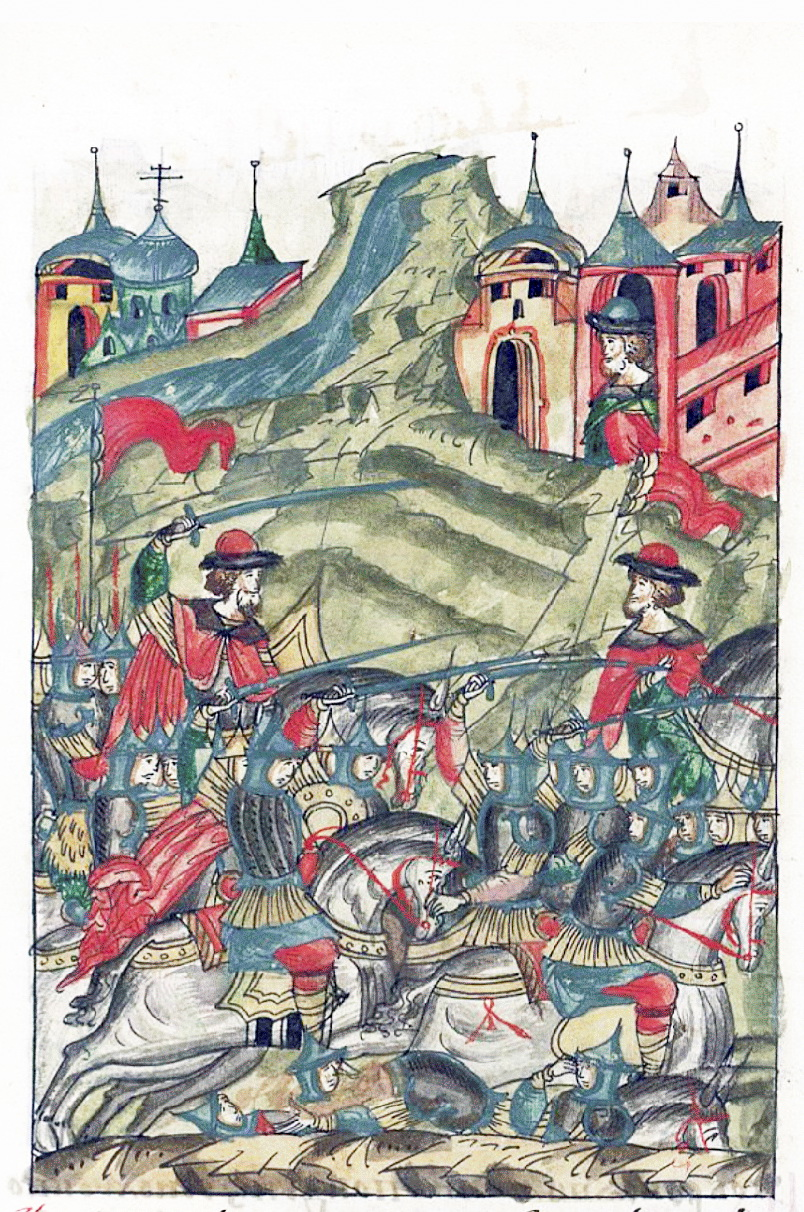
Перемога Василя Васильовича над Василем Юрійовичем. Мініатюра з літописного зводу XVI століття.

Хоча Василь Юрійович і оголосив себе великим князем, але молодші брати його не підтримали, уклавши мир з Василем II, за яким Дмитро Шемяка отримав Углич і Ржев, а Дмитро Красний — Галич і Бежецьк. При наближенні з'єднаних князів до Москви, Василь Юрійович, забравши скарбницю батька, втік до Новгорода. Пробувши в Новгороді півтора місяця, пішов в Заволоччя, потім в Кострому і вийшов в похід на Москву. Розбитий 6 січня 1435 року на березі річки Которосль між селами Козьмодемьянськ і Великим поблизу Ярославля, він втік до Вологди, звідки з'явився з новими військами і пішов до Ростову, по шляху взявши Нерехту. Василь Васильович зосередив свої сили в Ростові, а його союзник, ярославський князь Олександр Федорович став під Ярославлем і потрапив в полон разом з княгинею коли намагався не пускати до міста частину військ Василя Юрійовича, що пішли взяти його. За них було дано великий викуп, але відпущені вони були не відразу. Василь Юрійович думав застати Василя Васильовича зненацька, але той виступив з Ростова і зайняв позицію в селі Скорятіно, потім розбив війська противника в битві на річці Чересі (14 травня 1436 року), а сам Василь Юрійович був узятий в полон і засліплений, за що його прозвали косим (помер в 1448 році). Василь II звільнив Дмитра Шемяку, якого утримували в Коломні, і повернув йому всі володіння, до яких, після смерті Дмитра Красного в 1440 році, приєдналися Галич і Бежецк.

## Василь II проти Дмитра Юрійовича (1436—1453)

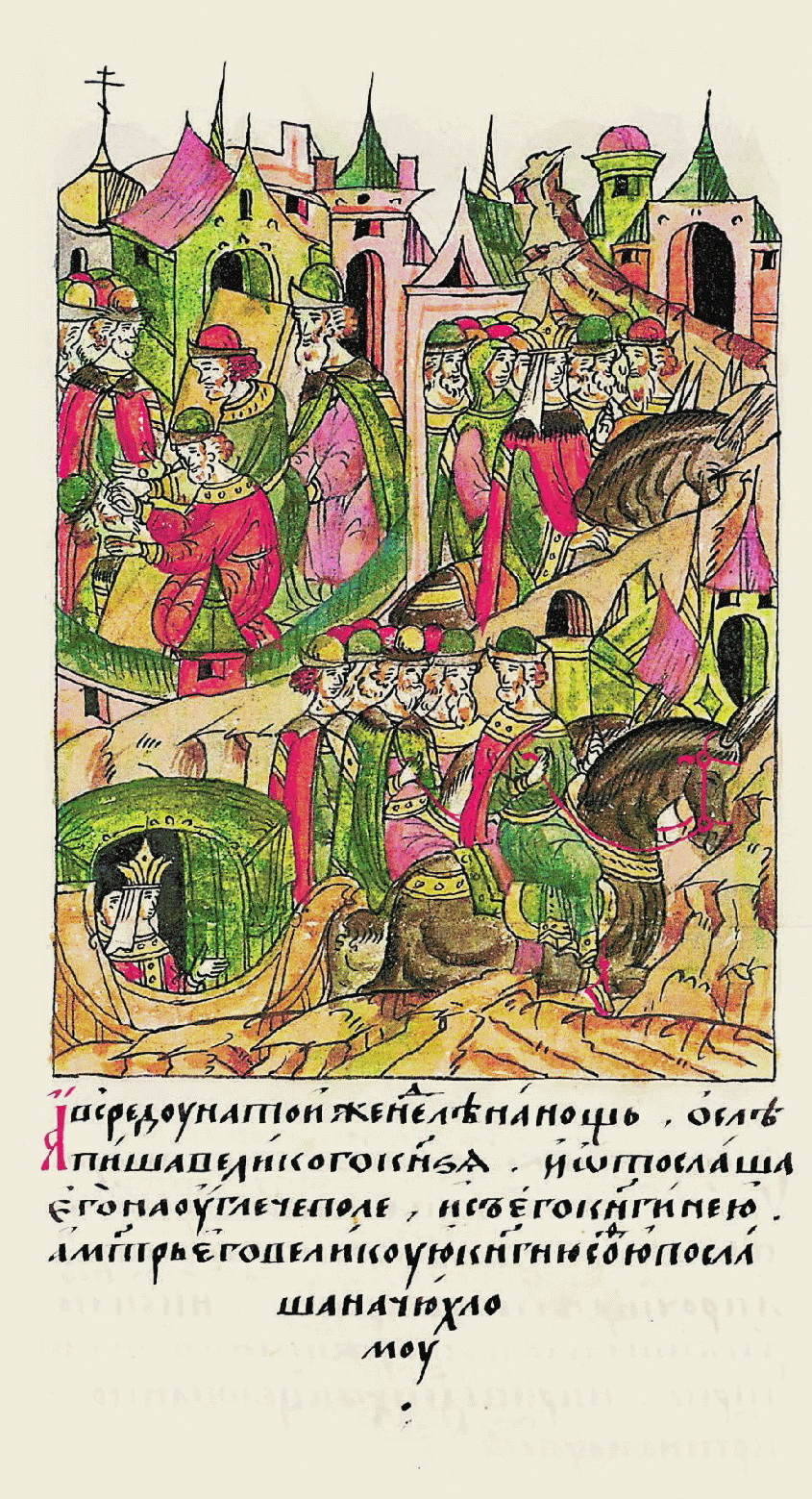
Осліплення Василя Васильовича. Мініатюра з літописного зводу XVI століття.

Після того, як в 1445 році в битві під Суздалем сини казанського хана Улу-Мухаммеда розбили московське військо і взяли в полон Василя II, влада в Москві, відповідно до традиційного порядку спадкування, перейшла до Дмитра Шемяка. Але Василь, пообіцявши хану викуп, отримав від нього військо і повернувся в Москву, а Шемяка змушений був покинути столицю і піти в Углич. Але на бік Дмитра перейшли багато бояр, купців і представники духовенства, обурені «ординським полководством» Василя Темного, і в 1446 році при їх підтримці Дмитро Шемяка став московським князем. Потім він за допомогою Івана Андрійовича Можайського ув'язнив у Троїцькому монастирі Василя Васильовича і засліпив його і послав його в Углич, а потім до Вологди помстившись за осліплення свого брата і звинувативши Василя II в прихильності до татар. За це Василь II був прозваний Темним. Але знову до Василя Темного стали приїжджати незадоволені Дмитром Шемякою і почали допомагати такі князі: Борис Олександрович (тверський), Василь Ярославович (боровський), Олександр Федорович (ярославський), Іван Іванович (стародубсько-ряполовський) та інші. 25 грудня 1446 року, під час відсутності Дмитра Шемяки, Москва була зайнята військами Василя II. 17 лютого 1447 року Василь Темний урочисто в'їхав до Москви. Дмитро, який перебував у цей час у Волоколамську, змушений був почати відступ від Москви — пішов до Галича, а потім в Чухлому. Пізніше Дмитро Шемяка безуспішно продовжував боротися з Василем Темним, зазнавши поразки під Галичем, а потім під Устюгом.
У 1449 році Василь II уклав з польським королем і великим князем Литовським Казимиром IV мирний договір, який підтверджує московсько-литовські межі і обіцянку не підтримувати внутрішньополітичних супротивників іншого боку, також Казимир відмовлявся від претензій на Новгород. У 1452 році Дмитро був оточений військом Василя Темного, втратив володіння, втік до Новгороду, де помер (по літописним даними отруєний людьми Василя II) в 1453 році. У 1456 році Василь II зміг нав'язати Новгороду нерівноправний Яжелбицький мирний договір.